# Alstroemeria fiebrigiana
Alstroemeria fiebrigiana es una especie fanerógama, herbácea, perenne y rizomatosa perteneciente a la familia de las alstroemeriáceas. Se halla distribuida en la puna de Bolivia. Es un geófito tuberoso y crece principalmente en el bioma subtropical.

## Taxonomía
Alstroemeria fiebrigiana fue descrita por Friedrich Wilhelm Ludwig Kraenzlin, y publicado en Bot. Jahrb. Syst. 40: 237 (1908).
Etimología
Alstroemeria: nombre genérico que fue nombrado en honor del botánico sueco barón Clas Alströmer (Claus von Alstroemer) por su amigo Carlos Linneo.
fiebrigiana: epíteto que hace referencia a Karl August Gustav Fiebrig, naturista alemán nacionalizado paraguayo.